# Derio Olivero
Derio Olivero (* 17. března 1961, Cuneo) je italský římskokatolický duchovní a biskup Pinerola.

## Život
Narodil se 17. března 1961 v Cuneu.
Vstoupil do kněžského semináře a na Papežské lateránské univerzitě získal licenciát z pastorální teologie. Dne 12. září 1987 byl biskupem Severinem Poletto vysvěcen na kněze a inkardinován do diecéze Fossano. Zastával funkci farního vikáře. Byl rektorem biskupského kněžského semináře a profesorem pastorální teologie v Studio Teologico Interdiocesano ve Fossano. V diecézi byl zodpovědný za pastorační povolání, kulturu, pastoraci mládeže a turismus.
Roku 2012 se stal generálním vikářem a o tři roky později byl v této funkci potvrzen. Dne 7. července 2017 jej papež František jmenoval biskupem Pinerola. Biskupské svěcení přijal 8. října z rukou arcibiskupa Cesare Nosiglii a spolusvětiteli byli biskup Piero Delbosco a Piergiorgio Debernardi.